# كأس يوغوسلافيا 1980–81
كأس يوغوسلافيا 1980–81 هو الموسم 33 من كأس يوغوسلافيا. أشرف على تنظيمه اتحاد صربيا لكرة القدم، وفاز فيه فيليز موستار.